# Preis des Historischen Kollegs
Der Preis des Historischen Kollegs, auch Deutscher Historikerpreis genannt. Er gilt als renommiertester Preis für Historikerinnen und Historiker.
Der Preis, erstmals verliehen 1983, wurde vom Stiftungsfonds Deutsche Bank im Stifterverband für die Deutsche Wissenschaft als deutscher Historikerpreis ausgesetzt. Er wird in einem Turnus von drei Jahren vergeben. Die Dotierung beträgt 30.000 Euro (Stand 2019). Die Auswahl erfolgt durch eine Auswahlkommission, die sich aus dem Kuratorium des Kollegs und weiteren Mitgliedern zusammensetzt. Ausgezeichnet wird ein geschichtswissenschaftliches Werk, „das wissenschaftliches Neuland erschließt, über die Fachgrenzen hinaus wirkt und in seiner sprachlichen Gestaltung vorbildhaft ist“.
Das Historische Kolleg ist 1980 als Stiftung ins Leben gerufen worden. Sie fördert herausragende Wissenschaftler aus dem Bereich der Geschichtsforschung und vergibt hierfür jährlich Forschungs- und Förderstipendien.

## Preisträger
- 1983 – Alfred Heuß (1909–1995), deutscher Althistoriker
- 1986 – Arno Borst (1925–2007), deutscher Historiker und Mediävist
- 1989 – Reinhart Koselleck (1923–2006), deutscher Historiker
- 1992 – Thomas Nipperdey (1927–1992), deutscher Historiker
- 1995 – Johannes Fried (* 1942), deutscher Historiker und Mediävist
- 1998 – Jan Assmann (1938–2024), deutscher Ägyptologe, Religionswissenschaftler und Kulturwissenschaftler
- 2001 – Wolfgang Reinhard (* 1937), deutscher Historiker
- 2004 – Michael Mitterauer (1937–2022), österreichischer Wirtschafts- und Sozialhistoriker
- 2007 – Gerhard A. Ritter (1929–2015), deutscher Historiker
- 2010 – Christopher Clark (* 1960), australischer Historiker
- 2013 – Barbara Stollberg-Rilinger (* 1955), deutsche Historikerin
- 2016 – Karl Schlögel (* 1948), deutscher Osteuropahistoriker
- 2019 – Ulinka Rublack (* 1967), deutsche Frühneuzeithistorikerin
- 2022 – Michael Wildt (* 1954), deutscher Historiker
- 2025 – Gudrun Krämer (* 1953), deutsche Historikerin und Islamwissenschaftlerin[3]